# Lesław Hostyński
Lesław Hostyński (ur. 28 maja 1956 w Krośnie) – polski filozof i etyk, profesor nauk humanistycznych.

## Życiorys
Po ukończeniu liceum ogólnokształcącego w Dukli (1975) podjął studia z zakresu polonistyki (1975–1979) i filozofii (1977–1981) na Uniwersytecie Marii Curie-Skłodowskiej w Lublinie. W 1988 obronił dysertację doktorską pt. Filozofia wartości, estetyka i etyka Henryka Elzenberga. Stopień doktora habilitowanego uzyskał w 1998 na UMCS w oparciu o rozprawę Wartości utylitarne. Tytuł naukowy profesora nauk humanistycznych otrzymał 22 października 2007.
W 1980 rozpoczął pracę w Zakładzie Etyki i Estetyki Uniwersytetu Marii Curie-Skłodowskiej w Lublinie. W 2000 objął stanowisko profesora nadzwyczajnego, a w 2010 – profesora zwyczajnego. W 2008 został kierownikiem Zakładu Etyki w Instytucie Filozofii na Wydziale Filozofii i Socjologii UMCS. Od  1 października 2019 r. kieruje Katedrą Etyki. Był również profesorem Niepaństwowej Wyższej Szkoły Pedagogicznej w Białymstoku (w latach 2003–2005 pełnił funkcję rektora) i Wyższej Szkoły Handlowej w Radomiu. 
Jego zainteresowania badawcze obejmują: aksjologię, etykę, historię etyki polskiej i bioetykę. Został członkiem Polskiego Towarzystwa Filozoficznego oraz honorowym członkiem Polskiego Towarzystwa Etycznego. Za opublikowaną w 1999 książkę pt. Układacz tablic wartości otrzymał nagrodę ministra edukacji narodowej.

## Wybrane publikacje
- O wartościach. Aksjologia formalna, estetyka i etyka Henryka Elzenberga, Wydawnictwo UMCS, Lublin 1991.
- Wartości utylitarne, Wydawnictwo UMCS  Lublin 1998.
- Układacz tablic wartości, Wydawnictwo UMCS  Lublin 1999.
- Wartości w świecie konsumpcji, Wydawnictwo UMCS Lublin 2006.
- Utilitarian Values, Wydawnictwo Adam Marszałek, Toruń 2009.
- Karnawał czy post? O moralnych zagrożeniach w świecie konsumpcji, PWN, Warszawa 2015.
- O przyjemności. Od starożytnej hedone po oświeceniowy libertynizm i utylitaryzm, Wydawnictwo PWN, Warszawa 2022.